# بابا إدريس
بابا إدريس (بالإنجليزية: Papa Idris)‏ (27 يوليو 1989 بنيجيريا - ) هو لاعب كرة قدم نيجيري في مركز الدفاع. شارك مع منتخب نيجيريا لكرة القدم. أما مع النوادي، فقد لعب مع جومبي يونايتد وكادونا يونايتد وكانو بيلارس ونادي كيلمارنوك.

## وصلات خارجية
- بابا إدريس على موقع قاعدة بيانات كرة القدم.إي يو (الإنجليزية)
- بابا إدريس على موقع ناشيونال فوتبول تيمز (الإنجليزية)
- بابا إدريس على موقع Soccerway.com (الإنجليزية)